# Canal Torani
O Canal Torani no nordeste da Guiana serve para mover a água do rio Berbice para o Rio Canje. Foi feito para servir como irrigação para a indústria açucareira, e posteriormente para a indústria de arroz.
O canal tem 14 milhas de comprimento. A enseada do Rio Berbice é 80 km do mar onde, embora sujeita à influência das marés, o caudal é fresco durante todo o ano. Uma comporta de cinco portas controla o fluxo de água no canal. A saída do rio Canje fica perto da comunidade de Wel te Vreeden. Uma comporta de três portas controla o fluxo para fora do canal.
Foi reabilitado pela BK International Inc. sob a supervisão da Caribbean Engineering Management Consultancy Guyana Limited em colaboração com Mott Mac Donald. O duplo propósito do canal é transferir água da parte mais alta ao longo do rio Berbice para irrigar os sertões do cultivo de arroz Polder da Mata Negra e, ao mesmo tempo, reduzir a precipitação excessiva de escoamento superficial durante a estação chuvosa. Daí o Rio Canje. está a uma cota mais baixa e é a distância mais curta das duas até ao “armazém” do Oceano Atlântico.